# Leónidas en las Termópilas
Leónidas en las Termópilas es una pintura al óleo sobre lienzo del artista francés Jacques-Louis David. La obra se encuentra actualmente en el Louvre de París, Francia. David completó el cuadro 15 años después de comenzarlo, trabajando en él desde 1799 hasta 1803 y nuevamente entre 1813 y 1814. Leónidas en las Termópilas fue comprada, junto con El rapto de las sabinas, en noviembre de 1819 por 100.000 francos por Luis XVIII, rey de Francia. La pieza representa al rey espartano Leónidas antes de la batalla de las Termópilas. El alumno de David, Georges Rouget, colaboró en él.

## Contexto
La escena abarrotada e histriónica que representa David tiene lugar en una época de guerra, presumiblemente en la antigua Grecia, debido al templo griego y las montañas templadas en el fondo. El escenario es el paso de montaña en el que estaba a punto de librarse la Batalla de las Termópilas, en el 480 a. C. Las Termópilas se eligieron como lugar idóneo para llevar a cabo una acción defensiva dado su estrecho paso por la geografía montañosa. Esto ayudó a los griegos a resistir mejor contra los persas, muy superiores en número, que estaban invadiendo Grecia. El rey Leónidas, el líder espartano, "retrasó la invasión de Darío I y los persas [...] sacrificándose a sí mismo y a sus hombres para dar a los griegos el tiempo que necesitaban para organizar una resistencia finalmente victoriosa" a largo plazo. Este acto de valentía y sacrificio del rey Leónidas y sus trescientos soldados inspiró a David cuando Francia emprendió sus propias campañas contra las potencias europeas rivales que querían restaurar el Antiguo Régimen prerrevolucionario de Francia. Entre 1813 y 1814, cuando terminó la pintura, las potencias europeas aliadas contra el Primer Imperio francés estaban invadiendo Francia para derrocar al emperador, Napoleón Bonaparte, y David volvió a encontrar inspiración en la historia de Leónidas en la batalla de las Termópilas.

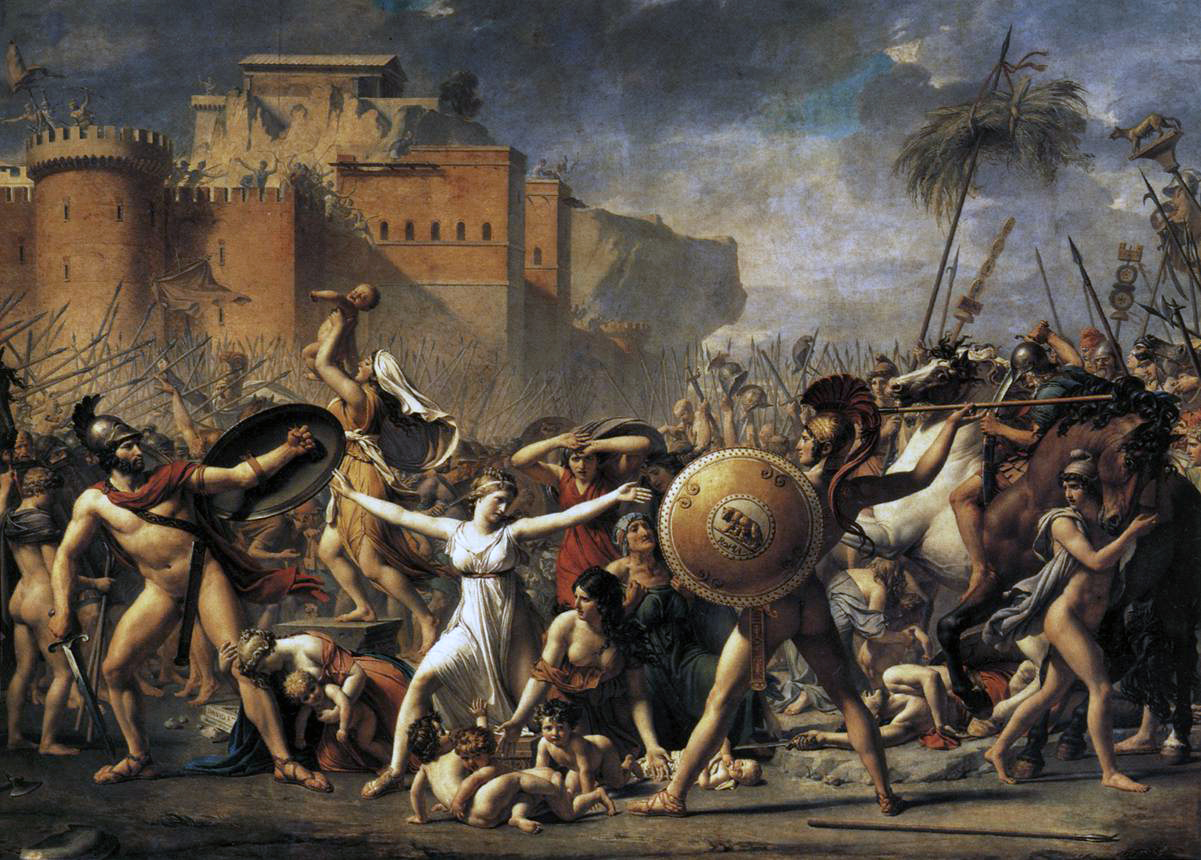
El rapto de las sabinas de David (1799), Louvre, París.

## Estilo
Cuando Napoleón Bonaparte vio la exposición de las pinturas más recientes de David en 1799, “criticó la falta de acción y las poses fijas de los guerreros en Las sabinas ”. Esta crítica de uno de los héroes de David le obligó a revisar los ideales clásicos que lo inspiraron. La obra maestra reelaborada respeta los ideales clásicos de virtud y belleza masculinas en su representación de guerreros griegos históricos para transmitir una impresión de coraje heroico.

## Primeros bocetos
David hizo muchos bocetos antes de ejecutar la composición final al óleo sobre lienzo. Un boceto que data de 1814 es un estudio compositivo que se completó en dos partes separadas, dejando el resultado final algo entrecortado y sobrecargado. Hay algunas diferencias entre este estudio de composición y la pintura final, una de las cuales es una vista más completa del fondo que resultó de la eliminación de árboles y ramas del boceto anterior. Las figuras masculinas clásicas se incluyeron desde el comienzo de los primeros bocetos.

## Composición
En Leónidas en las Termópilas se da a entender que la guerra es más profunda que solo las figuras principales en primer plano, con cientos de otros guerreros en la batalla también. En primer plano, vemos que se ha desatado el caos y el ejército parece estar en ruinas, mientras que el líder del ejército permanece tranquilo mientras la guerra avanza a su alrededor. El hombre enfatizado en el centro, presumiblemente Leónidas, instantáneamente atrae la atención de los espectadores hacia él. Leónidas no solo obtiene un foco de luz mayor que el de cualquiera de las figuras parcialmente sombreadas en la pintura, sino que también tiene la pose más estática mientras que casi todos los demás están en movimiento. En esta breve instantánea de un vistazo a una intensa batalla se toma un momento para reflexionar sobre la guerra. Si bien es el líder de su ejército, Leónidas no puede hacer esto solo; sus ojos están vueltos hacia el cielo, como si mirara a Dios y pidiera ayuda. Su expresión facial es de contemplación y casi derrota, como si supiera el destino tanto suyo como el de su ejército en la batalla.
El contraste del único otro hombre estático a la derecha del líder sirve para mostrar que aunque la figura de Leónidas sea estática, su estado resucitado lo define como el gobernante. Las figuras en el fondo derecho admiran a Leónidas, lo que indica que la compañía lo ve como divino. Su figura idealizada también contribuye a esta noción, transmitiendo la idea de su fuerza y valentía durante esta batalla. La capa bordada en oro, el elegante casco y el enorme escudo contribuyen a la idea del alto estatus y el papel principal de Leónidas en esta batalla.
En el lado izquierdo, un soldado graba en roca la famosa frase (en griego), "Ve caminante y dile a los Espartanos, que aquí, obedientes a sus leyes, yacemos", transmitiendo que Leónidas y sus espartanos conocen su destino y están preparados para morir, en nombre de su patria.